# اس‌اس بی (۱۸۸۴)
اس‌اس بی (۱۸۸۴) (به انگلیسی: SS Bee (1884)) یک کشتی بود. این کشتی در سال ۱۸۸۴ ساخته شد.